# Kniaże (przystanek kolejowy)
Kniaże (ukr. Княже, ros. Княже) – przystanek kolejowy w miejscowości Kniaże, w rejonie złoczowskim, w obwodzie lwowskim, na Ukrainie.
Stacja Kniaże powstała w czasach Austro-Węgier na linii kolei galicyjskiej im. Karola Ludwika. W późniejszym okresie została zdegradowana do roli przystanku.